# Jed Whedon
Jed Tucker Whedon (18 de julio de 1975) es un guionista, escritor, productor y músico estadounidense. Es hijo del escritor Tom Whedon, nieto del también guionista John Whedon y hermano del guionista Zack Whedon y del productor, director y escritor Joss Whedon.

## Carrera
Junto con sus hermanos Joss y Zack Whedon y su entonces prometida Maurissa Tancharoen, cocreó y coescribió la miniserie musical Dr. Horrible's Sing-Along Blog, estrenada entre el 15 y el 20 de julio de 2008. El show ganó un Premio Emmy al Programa de acción en vivo de entretenimiento más destacado.
Antes de esta miniserie, Whedon había compuesto música para videojuegos y era miembro del ya desaparecido grupo musical de Los Ángeles The Southland. En 2010, lanzó el álbum History of Forgotten Things liderando una banda llamada Jed Whedon and the Willing. Ayudándolo en la composición del álbum estuvieron su esposa Maurissa Tancharoen y su amiga mutua, la actriz Felicia Day.
Junto a Felicia Day, compuso la música de las canciones (Do You Wanna Date My) Avatar y I'm the One That's Cool para la serie web The Guild, dirigiendo también los videos musicales para dichas canciones.
Jed y su esposa Maurissa trabajaron como escritores para la serie Dollhouse, de la cadena Fox, creada por su hermano Joss, hasta que fue cancelada el 29 de enero de 2010. Luego de eso, se unieron al equipo de escritores de la serie Spartacus: Blood and Sand, cocreada por el productor Steven S. DeKnight, colaborador habitual de Joss Whedon, y también trabajaron en otra serie, Drop Dead Diva.
Más adelante, Jed y Maurissa ayudaron a Joss cuando este se hizo cargo de la dirección de la película Los Vengadores, estrenada en 2012. Desde 2013 y hasta 2020, Jed y Maurissa fueron los principales responsables, productores ejecutivos y escritores de la serie Agents of S.H.I.E.L.D., de la cadena ABC.
En 2016 Jed publicó el segundo álbum con Jed Whedon and the Willing, titulado Like Snow.

## Premios
Por su trabajo en Dr. Horrible's Sing-Along Blog, Jed ganó dos Streamy Awards por Mejor guion para una serie web de comedia y Mejor música original para una serie web.

## Vida personal
Jed Whedon está casado con la productora y escritora Maurissa Tancharoen desde el 19 de abril de 2009. Juntos tienen una hija, Bennie Sue Whedon, nacida en junio de 2015.

## Filmografía

### Como escritor y productor
| Televisión | Televisión                     | Televisión                                      | Televisión                 |
| Año        | Título                         | Rol                                             | Notas                      |
| ---------- | ------------------------------ | ----------------------------------------------- | -------------------------- |
| 2008       | Dr. Horrible's Sing-Along Blog | Escritor; 3 episodios                           | Miniserie web              |
| 2008       | Commentary! The Musical        | Escritor                                        | Cortometraje musical       |
| 2009       | Drop Dead Diva                 | Escritor; 1 episodio                            |                            |
| 2009-2010  | Dollhouse                      | Escritor; 6 episodios                           |                            |
| 2011       | Spartacus: Blood and Sand      | Escritor; 1 episodio                            |                            |
| 2011       | Ancestors                      | Escritor                                        | Cortometraje animado       |
| 2012-2013  | Spartacus: War of the Damned   | Escritor; 2 episodios                           |                            |
| 2013       | Ax Men                         | Escritor; 1 episodio                            | Documental para televisión |
| 2013-2020  | Agents of S.H.I.E.L.D.         | Creador, director ejecutivo, escritor, director |                            |

### Videojuegos
| Año  | Título             | Rol      | Notas                       |
| ---- | ------------------ | -------- | --------------------------- |
| 2004 | Shout About Movies | Escritor | Videojuego de trivia en DVD |